# Sharman Kadish
Sharman Kadish (* 1959 Londýn) je britská spisovatelka a historička. Věnuje se židovsko-britské historii.
Je rusko-židovského původu. Její otec byl umělec Norman Kadish. Studovala na University College London a St Antony's College v Oxfordu, a získala doktorát z novodobé historie. Od roku 1986 do roku 1987 působila jako hostující výzkumný pracovník na Hebrejské univerzitě v Jeruzalémě. Následně pracovala na Royal Holloway College, University of London.

## Dílo
- Bolsheviks and British Jews, London & Portland, OR: Frank Cass, 1992. ISBN 0-7146-3371-2
- A Good Jew & a Good Englishman: The Jewish Lads' & Girls' Brigade, 1895–1995, 1995
- Building Jerusalem: Jewish Architecture in Britain, 1995
- Jewish Heritage in England; An Architectural Guide, 2006
- Jewish Heritage in Gibraltar, 2007
- The Synagogues of Britain and Ireland: An Architectural and Social History